# Simeon Baldwin
Simeon Baldwin (* 14. Dezember 1761 in Norwich, Colony of Connecticut; † 26. Mai 1851 in New Haven, Connecticut) war ein US-amerikanischer Politiker. 

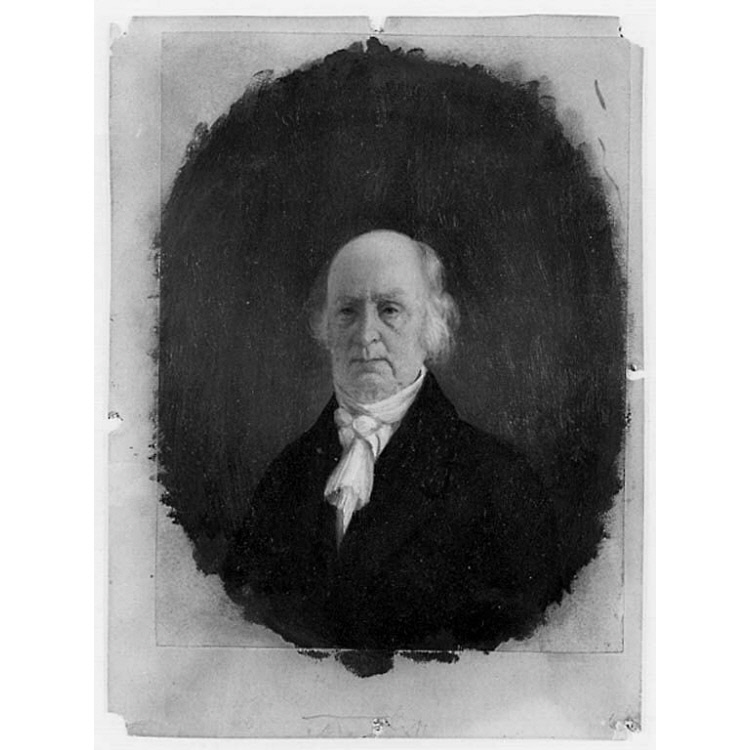
Simeon Baldwin (1845)

Zwischen 1803 und 1805 vertrat er den Bundesstaat Connecticut im US-Repräsentantenhaus.

## Leben
Simeon Baldwin besuchte nach der Grundschule bis 1781 das Yale College. Im Jahr 1782 arbeitete er als Lehrer an der Albany Academy und von 1783 bis 1786 unterrichtete er in Yale. Nach einem Jurastudium und seiner im Jahr 1786 erfolgten Zulassung als Rechtsanwalt begann er in New Haven seinen neuen Beruf auszuüben. In dieser Stadt war er zwischen 1789 und 1800 auch Ratsschreiber (City Clerk). Zwischen 1790 und 1803 war er Verwaltungsangestellter am Bundesbezirksgericht für Connecticut.
Politisch wurde Baldwin Mitglied der Föderalistischen Partei. Bei den Kongresswahlen des Jahres 1802, die in Connecticut staatsweit abgehalten wurden, wurde er in das US-Repräsentantenhaus in Washington, D.C. gewählt. Dort absolvierte er zwischen dem 4. März 1803 und dem 3. März 1805 eine Legislaturperiode. Im Jahr 1804 verzichtete er auf eine erneute Kandidatur.
Nach seiner Zeit im Kongress kehrte er auf seine Stelle am Bundesbezirksgericht zurück. Nachdem er aber im Jahr 1806 von Richter John Edwards aus diesem Amt entlassen worden war, wurde Baldwin zunächst beisitzender Richter am Connecticut Superior Court und später dann am Connecticut Supreme Court of Errors, was er bis 1817 blieb. Zwischen 1822 und 1830 saß er in einem Ausschuss, der sich mit den Planungen zum Farmington Canal befasste. Im Jahr 1826 war er auch Bürgermeister von New Haven; sein Nachfolger in diesem Amt wurde William Bristol. Nach 1830 zog sich Simeon Baldwin in seinen Ruhestand zurück. Er starb im Mai 1851 89-jährig in New Haven.
Simeon Baldwin war mit einer Tochter von Roger Sherman (1721–1793) verheiratet, der von 1789 bis 1791 Kongressabgeordneter sowie seit 1791 bis zu seinem Tod US-Senator war. Sein Sohn Roger (1793–1863) war von 1844 bis 1846 Gouverneur von Connecticut und von 1847 bis 1851 US-Senator. Sein Enkel Simeon (1840–1927) amtierte zwischen 1911 und 1915 ebenfalls als Gouverneur von Connecticut.